# Коротигіно
Короти́гіно (рос. Коротыгино) — присілок у складі Грязовецького району Вологодської області, Росія. Входить до складу Юровського сільського поселення.

## Населення
Населення — 124 особи (2010; 188 у 2002).
Національний склад (станом на 2002 рік):
- росіяни — 98 %